# Cerkiew św. Mikołaja Cudotwórcy w Kobryniu
Cerkiew św. Mikołaja Cudotwórcy – prawosławna cerkiew parafialna w Kobryniu na Białorusi, w dekanacie kobryńskim eparchii brzeskiej i kobryńskiej Egzarchatu Białoruskiego Patriarchatu Moskiewskiego. 

## Historia
Świątynię zbudowano w 1750 r. poza granicami ówczesnego Kobrynia nad brzegiem rzeki Muchawiec. W 1841 r. przewieziona została do miasta obok dzisiejszej ulicy Komunistycznej 2.
W 1970 r. współpracownikiem był Instytut Historii Sztuki, Etnografii i Folkloru Narodowej Akademii Nauk Białorusi. W cerkwi Instytut znalazł drewniane rzeźby, w tym rzeźbę św. Mikołaja (przewieziony do Muzeum Starobiałoruskiej Kultury). W 1960 r. świątynia była zamknięta, w tym czasie z obiektu korzystało Muzeum Suworowa, jako pomieszczenie na magazyn. W 1989 r. świątynię zwrócono wiernym, a następnie ją odrestaurowano.

## Architektura
Cerkiew wzniesiona została w stylu regionalnym z elementami stylu klasycystycznego pomalowana kolorem niebieskim, orientowana, na planie kwadratu. Przed gankiem została dobudowana dobudówka w postaci długiego ciemnoniebieskiego daszku podpartego niebieskimi belkami. Naprzeciw środkowej części stoi ganek z oszkleniem, dwuspadowym dachem i malutka kopułką. Nad nim wisi ikona patronalna. Dach centralnej części jest czterospadowy. Bęben świątyni – 2-kondygnacyjny (dolna – 4-boczna, górna – 8-boczna, zwieńczona złotą kopułą). Apsyda – 3-boczna z trójspadowym dachem, a na nim mała złocona kopuła. Cerkiew posiada też wejście boczne.

## Wnętrze
Bęben wewnętrzny oparty jest o 4 kolumny. Nad wejściem znajduje się chór muzyczny. We wnętrzu stoi 2-rzędowy, drewniany, pozłacany ikonostas.

## Dzwonnica
Przed świątynią stoi 3-kondygnacyjna dzwonnica (2 dolne części są 4-boczne, a górna – 8-boczna, zwieńczona kopułą).